# I'll Cry Instead
I'll Cry Instead è un brano dei Beatles pubblicato sull'album A Hard Day's Night, sia nella versione inglese che americana.

## Il brano
John Lennon è l'unico autore del brano. Egli lo pensò per la colonna sonora del film A Hard Day's Night, ma Richard Lester lo scartò, preferendo Can't Buy Me Love, per cui nella prima versione del film venne scartato. Nel 1986 è stata aggiunta una scena con la canzone, creando un videoclip con dei mix di video.
L'ispirazione per il brano è il senso di smarrimento provato da Lennon per il successo, il quale, come anche ricordato dalla prima moglie Cynthia Lennon, aveva perso il divertimento che provava all'inizio della sua carriera. Questa sarebbe quindi la prima canzone nella quale Lennon si confessa ai fan: in seguito apparvero I'm a Loser, Help! e You've Got to Hide Your Love Away. Il brano presenta anche una misoginia che il compositore aveva mostrato in You Can't Do That, pubblicata poco prima, e che in seguito renderà evidente con Run for Your Life. La misoginia scomparve dopo aver conosciuto Yōko Ono. Lennon ha dichiarato di apprezzare il middle eight.
La registrazione avvenne il primo giugno 1964 nello Studio 2 di Abbey Road. Per essere incisa, la canzone venne divisa in due parti: la prima parte, detta "sezione A", venne registrata su sei nastri, mentre la "sezione B" su due; la numerazione proseguì dal 6. Tre giorni dopo, scegliendo il nastro 6 per la sezione A ed il nastro 8 per la B, e montandoli, venne realizzato il mixaggio monofonico, mentre il 22 giugno quello stereo, sugli stessi nastri. La registrazione presenta varie anomalie: per tutto il brano sono presenti dei click, sempre alla stessa velocità, probabilmente causati da un metronomo. Inoltre, verso 0:48 il raddoppio vocale presenta un errore, e a 1:09 un intervento di edizione fa abbassare il volume della chitarra. Nello stesso giorno vennero registrate Matchbox, Slow Down e I'll Be Back.
In America è stata pubblicata su un singolo, con al lato B I'm Happy Just to Dance with You, il 20 luglio 1964, lo stesso giorno del singolo And I Love Her/ If I Fell. La versione americana della canzone dura 2:09 invece che 1:49 per un intervento di montaggio che fa ripetere alcuni versi.

## Formazione
- John Lennon: voce, chitarra ritmica acustica, tamburello
- Paul McCartney: basso elettrico
- George Harrison: chitarra solista
- Ringo Starr: batteria[6]